# 大阪府民の森
大阪府民の森（おおさかふみんのもり）は、県民の森のひとつ。大阪府みどり公社が管理、運営する9つの自然公園の総称であり、大阪府東・南部の金剛生駒紀泉国定公園内に位置する。

## 概要
大阪府政100周年記念事業として、府民が自然の風景地と親しみ、健康で文化的な生活を確保することを目的とする大阪府府民の森条例に基づき大阪府が整備した自然公園施設の総称で、くろんど園地、ほしの園地、緑の文化園むろいけ園地、くさか園地、ぬかた園地、なるかわ園地、みずのみ園地、ちはや園地、ほりご園地の9園が指定されている。大阪府東部、及び南部の交野市、四條畷市、東大阪市、八尾市、千早赤阪村、泉南市各市村に点在しており、全体面積は617haにのぼる。くろんど・ほしの・むろいけ・くさか・ぬかた・なるかわ・みずのみ・ちはやの各園地は1968年（昭和43年）から整備が始められ、1978年（昭和53年）から1991年（平成3年）にかけて開園した一方で、ほりご園地は金剛生駒紀泉国定公園の拡大にあわせ、2003年（平成15年）に整備された。

## 各園地

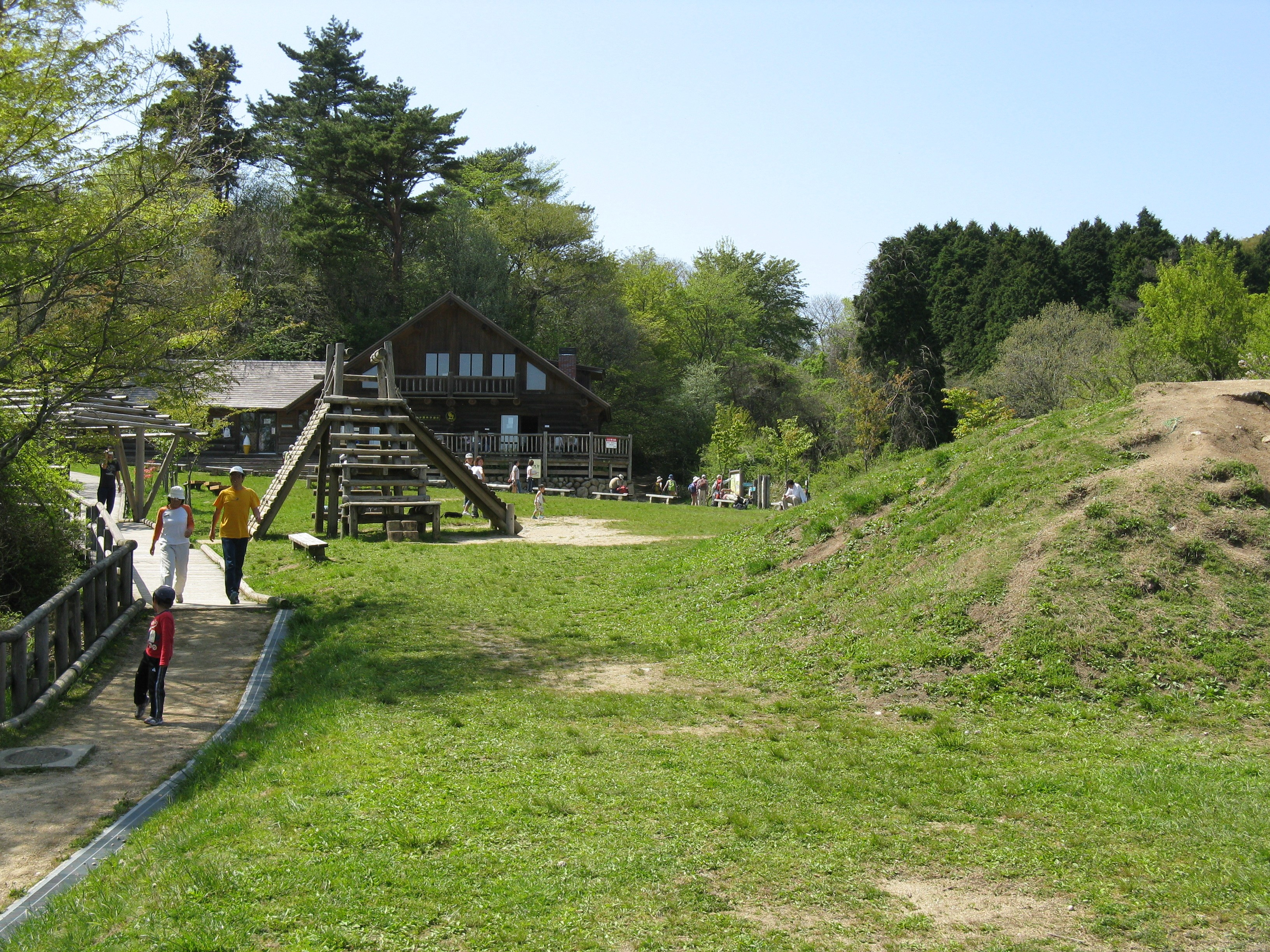
ちはや園地

以下に、各園地の名称とその位置を示す。位置は、大阪府府民の森条例による。
- くろんど園地 - 交野市大字私部及び大字傍示地内
- ほしだ園地 - 交野市大字星田地内
- 緑の文化圏むろいけ園地 - 四條畷市大字逢阪、大字清滝及び大字南野地内
- くさか園地 - 東大阪市善根寺町、日下町及び上石切町地内
- ぬかた園地 - 東大阪市山手町及び額田町地内
- なるかわ園地 - 東大阪市東豊浦町、上四条町、上六万寺町及び六万寺町地内
- みずのみ園地 - 八尾市大字楽音寺及び大字神立地内
- ちはや園地 - 南河内郡千早赤阪村大字千早地内
- ほりご園地 - 泉南市信達葛畑地内

北・中河内地区に位置するくろんど・ほしの・むろいけ・くさか・ぬかた・なるかわ・みずのみの7園地は『OSAKA WONDER FORESTS/ふしぎの森 』として一体的にプロモーションされており、ホームページも同一アドレスを共用している。また、東大阪市、及び八尾市にまたがって設置されているくさか・ぬかた・なるかわ・みずのみの4園地は、園地がそれぞれ管理歩道等で連結しており、どの園地からも府下を一望できる。